# Чудотворен минерален разтвор
Чудотворният минерален разтвор (от английски: Miracle Mineral Supplement, Miracle Mineral Solution, Master Mineral Solution), съкратено MMS, е хлорен диоксид, индустриален обезцветител (вид белина). Обикновено се приготвя чрез смесване на разтвор на натриев хлорит (NaClO2) с хранителна киселина (например сок от цитрусови плодове). Полученото вещество е токсичен химикал, който при вътрешен прием в големи дози предизвиква гадене, повръщане, диария и опасно за живота намаляване на кръвното налягане вследствие на обезводняване на организма.
Понятието MMS е въведено от Джим Хъмбъл през 2006 г. в самоиздадената му книга „Чудотворният минерален разтвор на 21 век“ (The Miracle Mineral Solution of the 21st Century). По-разредена версия на разтвора се продава под търговското име „Разтвор на хлорен диоксид“ (Chlorine Dioxide Solution, CDS).
MMS се рекламира като лек срещу ХИВ, малария, вирусен хепатит, H1N1 грипен вирус, настинка, акне, рак, аутизъм и др. Не са провеждани клинични изпитвания, които да предоставят доказателства в подкрепа на тези твърдения, основани единствено на анекдотични разкази от книгата на Хъмбъл. Дистрибуторите на разтвора понякога определят MMS като средство за пречистване на водата, за да заобиколят регулациите за медицински продукти.
Когато лимонена или друга органична киселина се използва, за да „активира“ MMS, както е посочено в инструкциите му, се образува течен разтвор, съдържащ хлорен диоксид (ClO2) – силен окислител, използван за пречистване на вода и избелване. През 2010 г. директорът на Информационния център за отрови на Нов Южен Уелс предупреждава, че използването на продукта е „малко като да пиеш концентрирана белина“, а използвалите разтвора проявяват симптоми, съответстващи на разяждане, като повръщане, стомашни болки и диария. Натриевият хлорит, основна съставка на MMS, е отровен химикал, който при поглъщане може да предизвика остра бъбречна недостатъчност.